# Harmandere, Pendik
Harmandere là một xã thuộc huyện Pendik, tỉnh Istanbul, Thổ Nhĩ Kỳ.